# En händig man (sång)
En händig man, skriven av Per Gessle  och släppt den 21 maj 2007, är den första singeln från Per Gessles album En händig man. 

## Singeln

### Låtlista
1. "En händig man" - 3:01
2. "Vet du vad jag egentligen vill?" - 2.03

### Listplaceringar
På den svenska singellistan innehade singeln förstaplatsen under en vecka från 31 maj 2007. På Svensktoppen tog sig melodin in på listan den 17 juni 2007, och nådde sjundeplatsen , vilket blev den bästa placeringen där under de totalt fyra veckor melodin låg på Svensktoppen  innan låten fick lämna listan . På Trackslistan tog sig låten in den 9 juni 2007, och hamnade på 19:e plats.
| Lista (2007) | Position |
| ------------ | -------- |
| Sverige      | 1        |

## Video
En musikvideo, regisserad av Jefferey Richt, spelades in utanför Halmstad och visar Per Gessle körandes i en bil och sjungandes vid en klippig kust.